# Loża Patronów Teatru
Loża Patronów Teatru - stowarzyszenie istniejące od 1999 roku, kontynuatorka działającej w latach 1989-1997 Fundacji Teatru Nowego w Poznaniu. 
Jest to grupa osób, które pasjonują się sztuką teatralną, a swoje działania koncentrują wokół Teatru Nowego. 
Celem stowarzyszenia jest m.in.:
- upowszechnianie i wspieranie sztuki teatralnej,
- promowanie twórców teatralnych,
- wyróżnianie najwybitniejszych osiągnięć artystycznych,
- aktywne działanie na rzecz sztuki scenicznej w środowisku lokalnym.

Członkowie Loży byli też producentami spektakli teatralnych. W latach 2000–2002 wspierali przebudowę Teatru Nowego. Od 1994 roku przyznają „Srebrną Maskę” - nagrodę dla najlepszego aktora sezonu w Teatrze Nowym.